# Mercedes-Benz O-305
O Mercedes-Benz O-305 foi um modelo de autocarro construído na Alemanha Ocidental entre 1967 e 1987. O O-305 foi produzido por diferentes fabricantes de autocarros alemães. A versão articulada deste autocarro foi o O305G e a versão interurbana foi o O307.